# Sikorsky Aircraft
A Sikorsky Aircraft egy amerikai repülőgépgyártó, amely a Connecticuti Stratfordban található. Igor Sikorsky orosz–amerikai repülőgép-pilóta alapította 1923-ban, és az első társaságok között gyártott helikoptereket polgári és katonai célokra. 2015-ben a céget megvásárolta a Lockheed Martin.

## Története
A New York-i Roosevelt Field közelében 1923. május 23-án alapította meg a „Sikorsky Aero Engineering Corporation” vállalatot a Kijevben született, Egyesült Államokba bevándorló Igor Sikorsky. A cég neve 1925-ben „Sikorsky Manufacturing Company” -ra változott. A vállalat a Connecticut állambeli Stratfordba költözött 1929-ben, és ugyanezen év júliusában a „United Aircraft and Transport Corporation” (később a United Technologies Corporation, UTC) részévé vált.

## Külső hivatkozások
- Sikorsky honlapja (angol)
- Sikorsky idővonal a helikopterek történelme weboldalon (angol)
- Sikorsky archív weboldal (angol)